# 吉州郡
吉州郡（：／ Kilju gun */?）是朝鮮民主主義人民共和國咸鏡北道南部的一個郡，西以咸鏡山脈、摩天嶺山脈與咸鏡南道、兩江道接壤。南大川流經。最高點為海拔2,205公尺的萬塔山。面積1,032平方公里，2008年人口139,932人。下分1邑、5勞動者區、22里。
1107年納入高麗版圖，1390年始稱吉州。
朝鮮民主主義人民共和國唯一一座已被世界所知的核試驗場豐溪里核試驗場位於吉州郡。